# Spec script
Een spec script of speculative screenplay is een script dat geschreven is zonder opdracht daartoe en dus zonder daarvoor betaald te zijn. Het is bedoeld om uiteindelijk te verkopen of als showcase, om de talenten van een nieuwe schrijver te tonen. Elke dag ontvangen producenten, studio's en productiebedrijven gezamenlijk duizenden spec scripts van schrijvers van over de hele wereld die hopen op die manier op een kans in de lucratieve business van het scenarioschrijven. Het aantal spec scripts per jaar dat uiteindelijk geproduceerd wordt door een grote Amerikaanse studio is echter bijzonder gering.
Een spec script is geschreven zonder de garantie hiervoor ooit betaald te worden. De scenarist heeft zo maximale vrijheid tijdens het schrijven. Sommige aspirant-scenarioschrijvers zien het als een visitekaartje, een stap die deuren voor hem of haar zou kunnen openen. 
Succesvolle Amerikaanse (literaire) agenten krijgen een constante stroom van spec scripts van onbekende schrijvers. De agent neemt daarvoor een aantal lezers in dienst die hem helpen bij zijn taak om al die ongevraagde scenario's door te werken, op zoek naar iets bijzonders. Een van de criteria die de kans vergroten dat een script door die eerste lezing geraakt, is het gebruik van het juiste scriptformat (tegenwoordig vergemakkelijkt door speciale softwareprogramma's). 
Voorbeelden van spec scripts die Oscar Academy Awards hebben gewonnen:
- Thelma & Louise (in 1990 verkocht door Callie Khouri aan MGM voor 500.000 dollar)
- Good Will Hunting (in 1994 verkocht door Matt Damon en Ben Affleck aan Miramax Films voor 675.000 dollar)
- American Beauty (in 1998 verkocht door Alan Ball aan DreamWorks SKG voor 250.000 dollar).